# Skrammelorkestret BØWL
BØWL var et dansk skrammelorkester, som spillede musik indenfor genren "Showorkester". Orkestret blev grundlagt omkring 1990 og bestod af tolv medlemmer, der stort set alle var udøvende balmusikere. (pr. 12. december 2007).
Det eneste krav, man stillede til orkestrets medlemmer var, at ingen måtte spille på deres sædvanlige instrument. Alle orkestrets medlemmer optrådte med flere forskellige instrumenter, bl.a. keyboard, trompet, trombone, bas, guitar, harmonika, sax, pennywhistle og trommer samt wc-guitar, el-ukulele og lommetrombone. Orkestret, som havde en noget aparte påklædning, har bl.a. optrådt på Uldum Gademusik Festival og Visefestivalen i Egersund (Norge) i 2004.
Skrammelorkesteret BØWL stoppede den 1. januar 2015.

## Ekstern henvisning
- Skrammelorkesteret BØWL Arkiveret 30. maj 2013 hos  Wayback Machine

| Musikgruppe | Spire Denne artikel om en dansk musikgruppe er en spire som bør udbygges. Du er velkommen til at hjælpe Wikipedia ved at udvide den. |